# لباس عروس (فیلم ۲۰۰۷)
«لباس عروس» (انگلیسی: Soha Jora) فیلمی پاکستانی است که در سال ۲۰۰۷ منتشر شد. از بازیگران آن می‌توان به شان شاهید اشاره کرد.